# Lapin à la diable
 (octobre 2024).
Pour plus de détails, voir Fiche technique et Distribution.
Lapin à la diable (Bill of Hare) est un court métrage d'animation de la série américaine Merrie Melodies, réalisé par Robert McKimson et sorti le 9 juin 1962, qui met en scène Bugs Bunny et Taz.